# Psilocybe caerulescens
Psilocybe caerulescens är en svampart som beskrevs av Murrill 1923. Psilocybe caerulescens ingår i släktet slätskivlingar och familjen Strophariaceae.   Inga underarter finns listade i Catalogue of Life.

## Bildgalleri

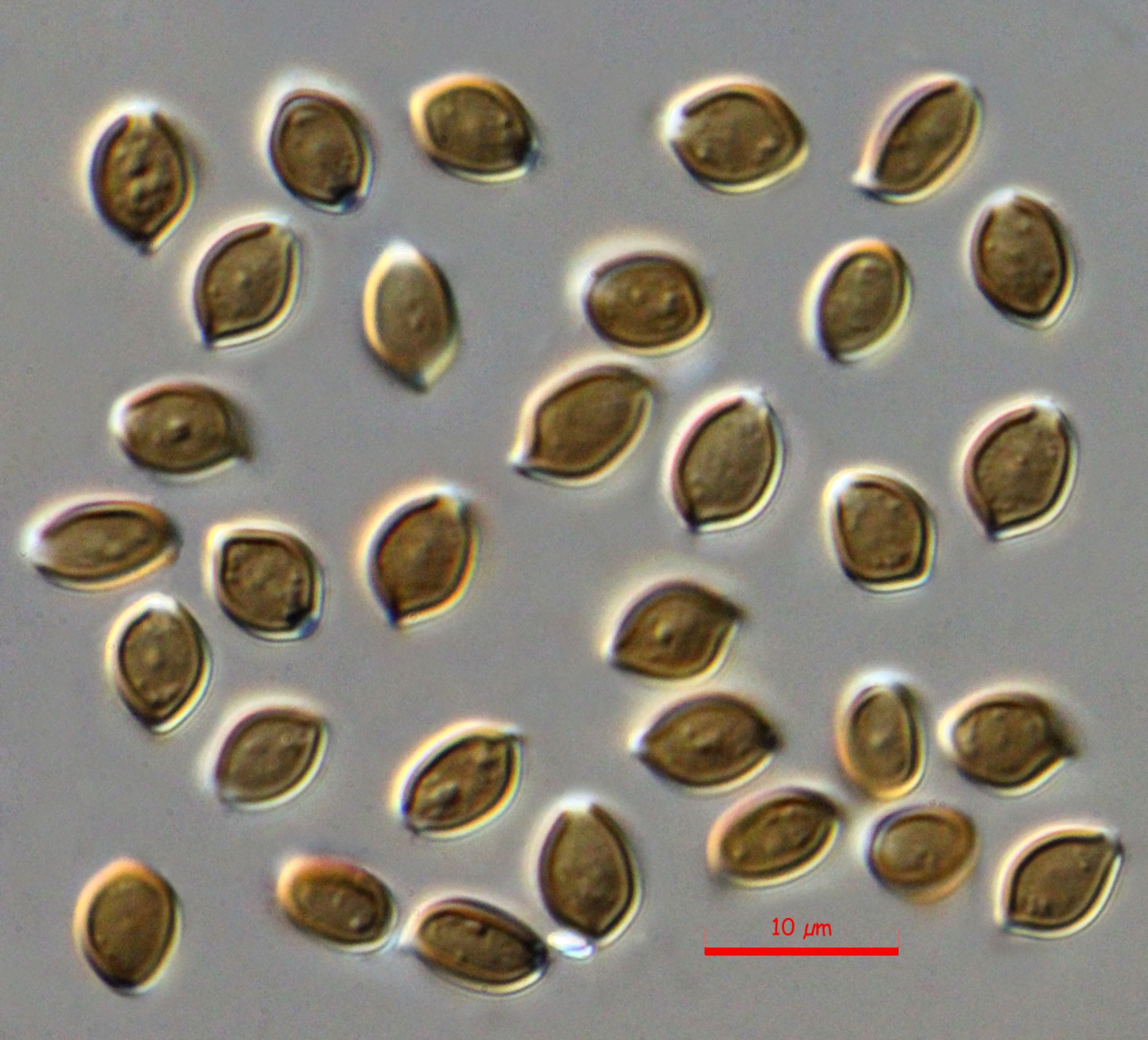
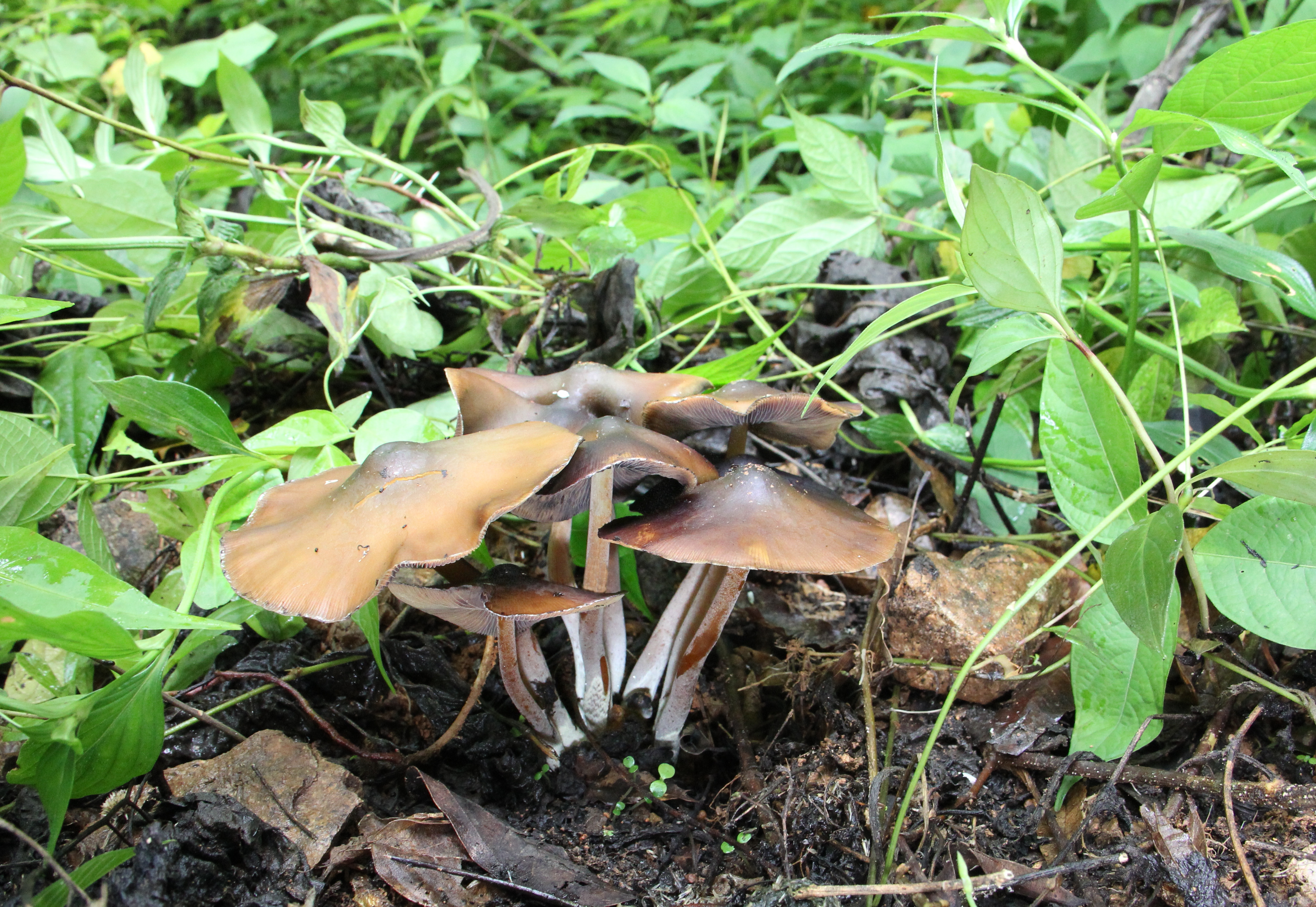